# Брехово (Пермский край)
Брехово — село в Суксунском районе (городском округе) Пермского края России.

## Географическое положение
Село расположено в южной части округа на правом берегу реки Иргина на расстоянии 16 километров на юг от поселка Суксун, примыкая с юга к селу Ключи.

## Климат
Климат континентальный. Зима продолжительная, снежная. Средняя температура января –160С. Лето умеренно-теплое. Самый теплый месяц - июль. Средняя температура июля +18 ˚С. Длительность периода с температурой более 100С соответствует периоду активной вегетации и составляет 120 дней, с температурой более 150С - 70 дней. Последние заморозки прекращаются в третьей декаде мая, а в отдельные годы - конце апреля или начале июня. Атмосферные осадки выпадают в количестве 470-500 мм в год.

## История
Село известно с 1693 года как деревня. В 1908 году была построена Николаевская церковь, ныне функционирует с 1992 года. 
С 2004 до 2019 гг. село входило в Ключевское сельское поселение Суксунского района. После объединения всех поселений муниципального района, непосредственно входит в Суксунский городской округ.

## Население
| 2010 |
| ---- |
| 733  |

Постоянное население составляло 783 человека в 2002 году (99 % — русские), 733 человека — в 2010 году.   